# Contos do Amanhã
Contos do Amanhã é um filme brasileiro de 2021, do gênero ficção científica e aventura. Dirigido e escrito por Pedro de Lima Marques, conta com Bruno Barcelos e Duda Andreazza nos papéis principais. A história que se passa em dois tempos: 1999, na véspera do bug do milênio, e um futuro pós-apocalíptico de 2165.
O filme é uma realização da Bactéria Filmes, com coprodução da Druzina Content, e associação com o estúdio de pós-produção Forno FX. A distribuição é da Europa Filmes, em colaboração com Araçá Filmes e Cavideo, com financiamento do Fumproarte da Secretaria Municipal de Cultura - Prefeitura de Porto Alegre.

## Sinopse
Em 2165, o sequestro de Michele Medeiros (Daiane Oliveira) coloca a cidade-estado Porto 01, o último reduto humano, em guerra. Para salvar a civilização será preciso contar com a ajuda de Jeferson (Bruno Barcelos), um adolescente que vive em 1999. Na véspera do bug do milênio, nos primórdios dos programas de compartilhamento de mp3 e com uma Internet muito lenta, Jeferson recebe áudios do futuro e precisará encontrar uma forma de salvar a humanidade.

## Produção
Contos do Amanhã conta com um elenco de mais de 100 atores e figurantes - escolhidos em uma chamada pública que reuniu mais de 700 candidatos.
Passado e futuro colidem no filme que reconstitui 1999, com computadores 486 e internet discada, enquanto imagina o mundo do século XXII com naves e aparatos high-tech. "Tenho a intenção de propor um caminho narrativo e estético diferente - que viabilize novos universos", diz Pedro de Lima Marques, que estreia na direção de longas. Entre as referências citadas pelo cineasta estão os animes Ghost in the Shell e Akira e os filmes da série Matrix.
Veículos e cenários virtuais foram criados pelo próprio diretor em sua empresa de efeitos visuais, a Forno FX. "Podemos criar mundos novos. Não é um monopólio do estrangeiro", acredita Pedro. “E pode ser da nossa forma, do nosso jeito”, conclui. O trabalho começou ainda em 2014, com filmagens em Porto Alegre, litoral e serra gaúcha. Toda a pós-produção foi feita no Brasil. Com baixo orçamento e muita criatividade, Pedro estima que mais de 500 planos do filme tiveram algum retoque digital.

## Lançamento
O filme estreou nos cinemas em 9 de dezembro de 2021, dois dias antes do Dia da Ficção Científica Brasileira, em 11 de dezembro de 2021, em homenagem ao nascimento do escritor Jerônymo Monteiro (1908-1970), considerado o pai da ficção científica nacional. Em abril de 2022, Contos do Amanhã chegou ao streaming em todo o Brasil nas plataformas NOW, Oi Play e Vivo Play (via Canal Brasil).

## Premiações
Durante sua carreira em festivais de cinema, Contos do Amanhã colecionou 29 seleções em 12 países, incluindo o Boston Sci-fi Film Festival, considerado um dos mais importantes eventos do gênero. O longa conquistou 16 premiações internacionais, seis delas correspondentes a melhor filme de sci-fi, além de melhor design de produção e melhores efeitos visuais. O filme foi o vencedor da categoria Melhor Efeito Visual no Grande Prêmio do Cinema Brasileiro.

## Críticas
"Contos do Amanhã é um longa ambicioso (...) e não poderia ser mais bem sucedido. Recheado de efeitos visuais que não devem a nenhuma produção estrangeira, o diretor sabe aproveitar os elementos e a imaginação para compor a ambientação de um futuro distópico (...). Quando volta para o presente, o filme carrega características nostálgicas que parecem nunca ter saído da moda, trazendo muitas referências da cultura pop dos anos 1990", resume Lou Cardoso em seu blog Cine Looou.
Para Taís Wölfert do site Teoria Geek,“(...) além de ser um bom filme, ele ainda tem consigo a mensagem de que brasileiro também consegue fazer coisa com qualidade. E às vezes é preciso olhar mais para dentro do nosso mercado cinematográfico e deixar o exterior um pouco de lado, afinal nós temos nosso próprio Matrix".
Já Isabella Rocha escreveu para o Hit Site: “Contos do Amanhã é um filme brasileiro que tem elementos de uma superprodução que corresponde a proposta de uma ficção nacional. (...) No entanto, o longa se perde na explicação de alguns acontecimentos”.
Eduardo Kaneco do Leitura Fílmica descreve Contos do Amanhã como "uma ficção científica brasileira digna do gênero, apesar da fragilidade de sua história”.

## Série de TV e Sequência
A produtora Bactéria Filmes anunciou em maio de 2023 que o projeto Contos do Amanhã: Prelúdio de uma Revolução foi contemplado com o prêmio BRDE/Fundo Setorial do Audiovisual Produção TV-VOD 2022. Ao todo estão previstos oito episódios de 50 minutos que darão continuidade à história do longa-metragem. Uma continuação intitulada Contos do Amanhã: Através do Espelho também está em desenvolvimento.